# Josef Goller
Josef Goller (* 25. Januar 1868 in Dachau; † 29. Mai 1947 in Obermenzing) war ein deutscher Glasmaler und Grafiker.

## Leben

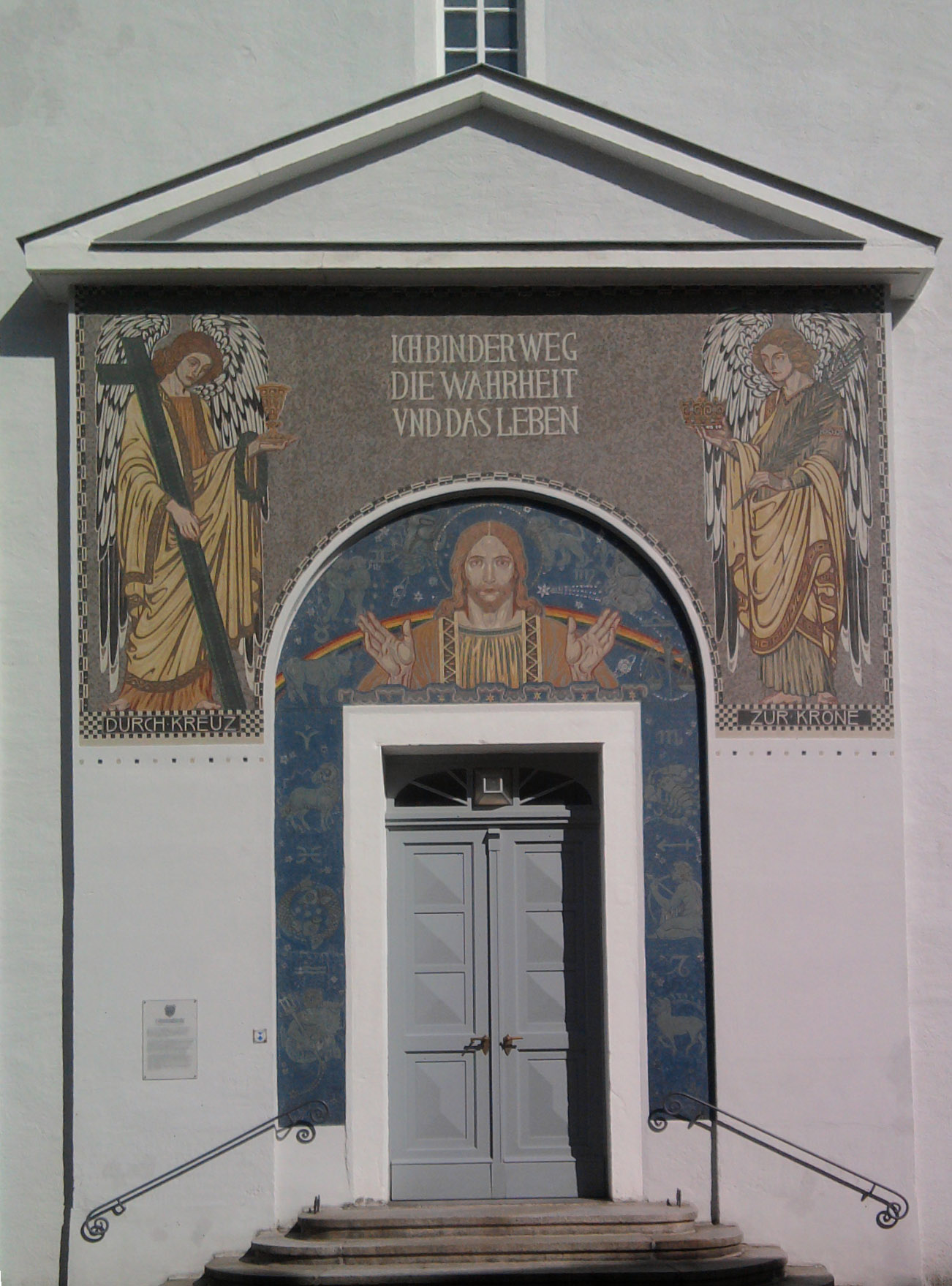
Mosaik an der Bischofswerdaer Christuskirche

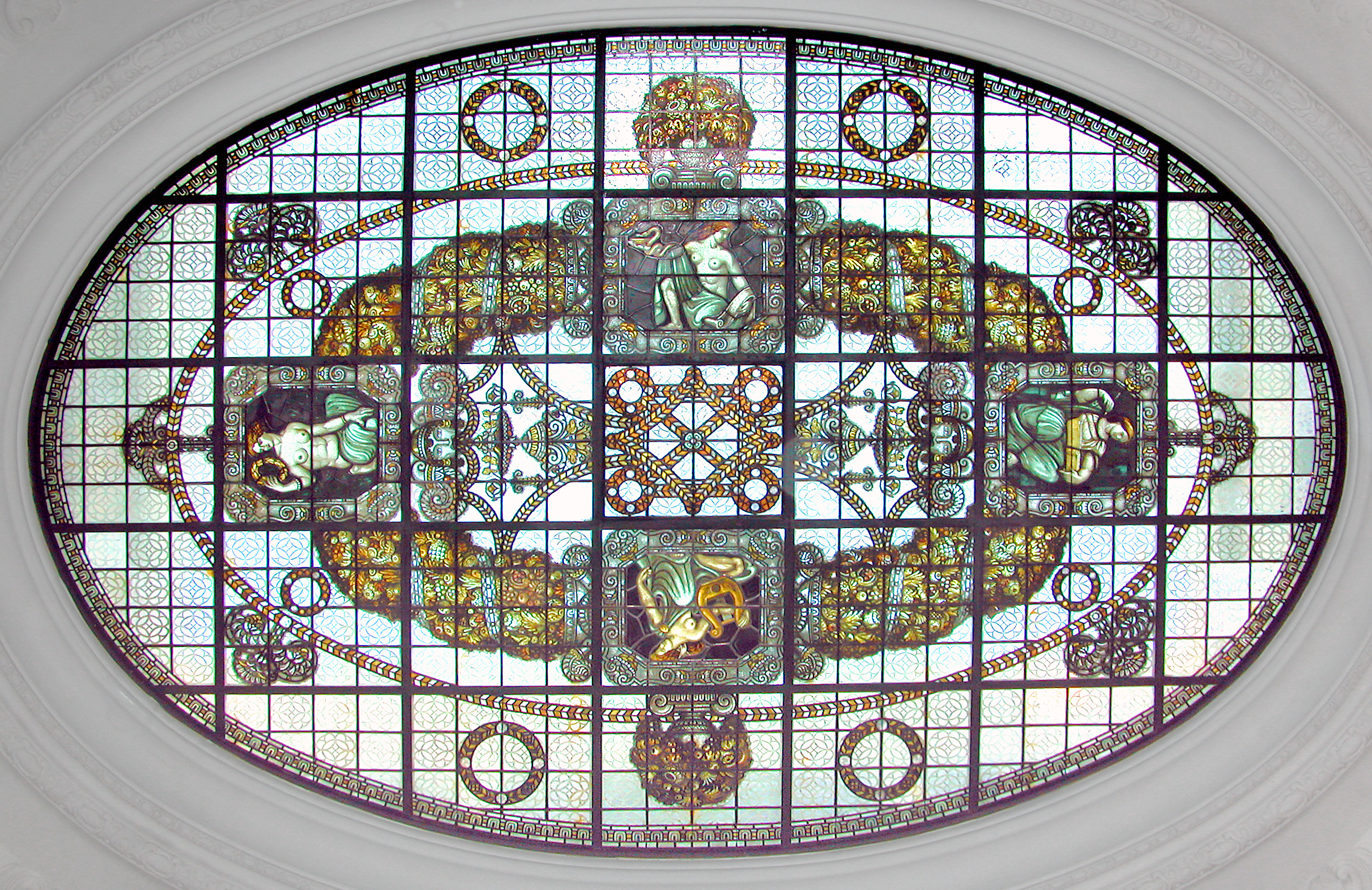
Deckenoberlicht der Bibliothek im Schloss Waldenburg

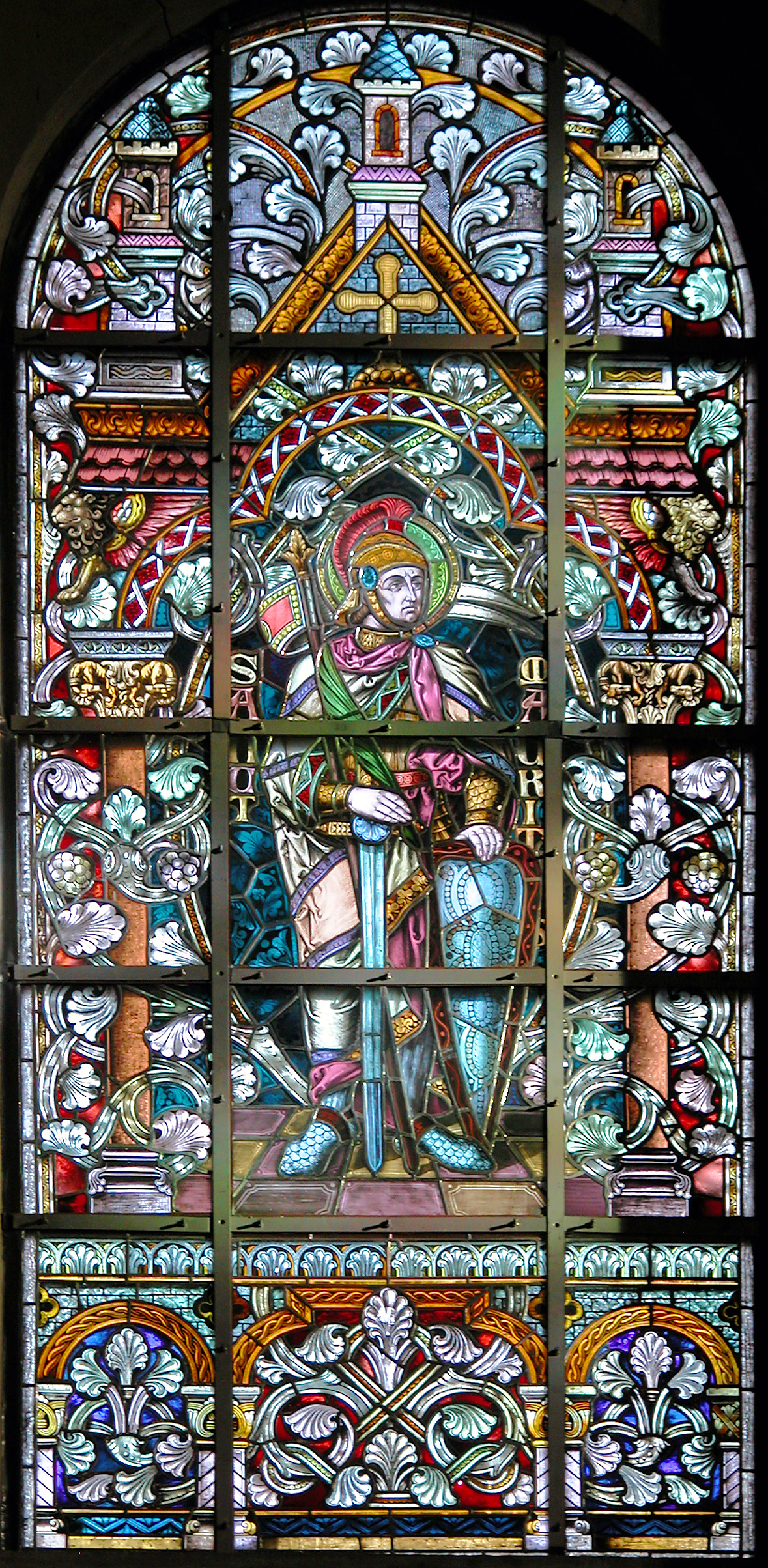
Glasfenster in der Garnisonkirche St. Martin

Josef Goller besuchte nach einer Lehre als Glasmaler an der Mayer’schen Hofkunstanstalt Abendkurse an der Kunstgewerbeschule München. Von 1887 bis 1890 war er in einer Kunstglaserei in Zittau angestellt. Danach übernahm er die künstlerische Leitung der Anstalt für Glasmalerei von Bruno Urban in Dresden (später Urban & Goller). Sie realisierten die Entwürfe bekannter Maler, darunter die Kirchenfenster in der Michaeliskirche in Leipzig von Ludwig Otto sowie im Auftrag einer Stiftung der Familie Anton Wiede ein Kirchenfenster in der Trebsener Stadtkirche.
Goller war 1905 Teilnehmer am Preisausschreiben um Reklameentwürfe für Gemeinschaftswerbung von Ludwig Stollwerck und Otto Henkell. Sein Entwurf wurde von den Preisrichtern zum Ankauf für 200 Mark empfohlen. An der Kunstgewerbeschule Dresden leitete er von 1906 bis 1928, ab 1909 als Professor, die Klasse für Glasmalerei, wo Otto Griebel und Oskar Fritz Beier zu seinen bekanntesten Schülern zählten. Später wandte er sich zudem verstärkt der Buchkunst und Plakatgestaltung zu. Hier gehörte u. a. Kurt Fiedler zu seinen Schülern.
Goller war Mitglied im Deutschen Werkbund und gehörte der Künstlergruppe Die Elbier an, für die er das Wahrzeichen geschaffen hatte, ein Schiff auf bewegten Wogen. Arno Drescher, später Professor und Direktor der Staatlichen Akademie für graphische Künste und Buchgewerbe Leipzig, war sein Schwiegersohn.

## Werk
Goller gilt als wichtiger Vertreter des Jugendstils. Zu seinen Spezialgebieten gehörte die Bemalung von amerikanischen Opaleszenz-Gläsern. In Sachsen schuf er viele Glasmalereien für Fenster in Rathäusern, Schulen, Kirchen und Bahnhöfen, beispielsweise für den Empfangsraum des Leipziger Hauptbahnhofs, und vier Fenster für den Standesamtsaal des Nürnberger Rathauses. Dazu kommen Arbeiten im Radebeuler Rathaus.
In und um Dresden entstanden vor allem Arbeiten für Kirchen, beispielsweise die Garnisonkirche St. Martin, die Marienkirche Cotta und die Lutherkirche Radebeul, sowie für die Synagoge Görlitz. Von Goller stammen außerdem die Fenster des inzwischen zerstörten Kaiserpalastes, Glasfenster mit Tierkreiszeichen in der Schule Loschwitz sowie die farbliche Neugestaltung des Foyers der Semper-Oper von 1912. Auch für den Zoo Dresden und im Neuen Rathaus führte er Aufträge aus. Das Mosaik Christus, Weg, Wahrheit und Leben am Eingangsportal der Bischofswerdaer Christuskirche schuf Goller 1907 zusammen mit Villeroy & Boch.
In Chemnitz sind Schwarz-Gold-Fassungen für den Ratskeller, ein Bacchus-Gemälde in der Ratsherrentrinkstube sowie Werke in der Mittelschule Chemnitz-Siegmar und der Kirche Chemnitz-Euba erhalten. Zwölf historische Bilder in Wappenform mit floralen und kulinarischen Motiven wurden 2005 im Neuen Rathaus Chemnitz wieder eingesetzt. In der Bibliothek des Schlosses Waldenburg gestaltete er das Deckenoberlicht. Die Wandmalereien und Mosaikbilder in der Crimmitschauer Johanniskirche sind nicht mehr erhalten.
Als Grafiker war die Lithografie sein Spezialgebiet. Er hielt enge Beziehungen zu den Buchkünstlern Peter Behrens und Johann Vincenz Cissarz. Seine karikaturistischen Plakate, die sich heute unter anderem im Kunstgewerbemuseum in Prag befinden, erinnern in ihrer Gestaltung an Edmund Edel. In seinen späten Jahren war er wiederholt mit Ölgemälden auf Dresdner Kunstausstellungen in der Kunsthalle im Lipsius-Bau an der Brühlschen Terrasse vertreten.